# Izak Izraeli ben Solomon
Izak Izraeli ben Solomon (hebrejsko יצחק בן שלמה הישראלי, latinizirano: Yitzhak ben Shlomo ha-Yisraeli), znan tudi kot Izak Izraeli starejši in Izak Judaeus, judovski zdravnik, rabin, filozof, * 832, Egipt, † Kairouan, Tunizija
Ben Solomon je bil eden najpomembnejših judovskih zdravnikov in filozofov svojega časa v Arabskem svetu. Izak velja za očeta srednjeveškega judovskega neoplatonizma. Njegova dela, ki so vsa napisana v arabščini in nato prevedena v hebrejščino, latinščino ter španščino, so vstopila v medicinski kurikulum nekaterih srednjeveških univerz v zgodnjem trinajstem stoletju in ostala priljubljena skozi srednji vek.

## Življenje
O Izraelijevem življenju in karieri je malo informacij, večina pa jih prihaja iz del, kot sta Ṭabaqāt al-aṭibbā’ w’al-hukamā’ (Generacije zdravnikov) in Tabaqāt al-’Umam (Kategorije narodov). 
Znano je, da se je Izak rodil židovski družini v Egiptu okoli leta 832, ter da je prvo polovico svojega življenja preživel v Kairu, kjer je zaslovel kot spreten optik, in se kasneje preselil v Kairouan v Tuniziji. Tam se je učil medicino pri Išaku Ibnu Imranu (ang. Ishak ibn Imran). Okoli leta 904 naj bi postal dvorni zdravnik princu Zijadatu Alahu III. Nekaj let kasneje je, ko je na tistem območju vladal Fatimidski kalifat, svojo službo kot dvorni zdravnik nadaljeval pod kalifom Ubajdulahom Alahom al-Mahdijem, na čigar ukaz je Izraeli napisal osem medicinskih del v arabščini. Slednja so bila med zdravniki arabskih dežel nadvse cenjena, njegova predavanja pa so pritegnila številne učence.
Biografi trdijo, da se Izak nikoli ni poročil in imel otrok. Umrl naj bi v Kairouanu v Tuniziji leta 932. To letnico navaja večina arabskih virov, ki trdijo tudi, da se je rodil leta 832. Letnica smrti pa je v drugih delih drugačna. Abraham ben Hasdai, ki citira biografa Sanaha ibna Sa'ida al-Kurtubija, namreč pravi, da je Izak umrl leta 942, Heinrich Grätz pa kljub temu, da piše, da je Izak Izraeli živel več kot 100 let, navaja letnice 845-940. Moritz Steinschneider njegovo smrt postavlja v leto 950.

## Vpliv
Izraelijeva filozofska dela so imela znaten vpliv na krščanske in židovske mislece, na arabske pa je bil vpliv manjši.
Leta 956 je njegov učenec Dunaš Ibn Tamim (ang. Dunash Ibn Tamim) napisal izčrpno delo o kozmološkemu delu Sefera Jetzira (ang. Sefer Yetzirah), ki govori o pomenu hebrejske abecede v strukturi vesolja. Ibn Tamim je svojega učitelja citiral tako izčrpno, da so nekateri učenjaki v devetnajstem stoletju mislili, da je delo napisal ben Solomon.
Učenjak Eliakim Carmoly sklepa, da Izak, ki ga je Abraham Ibn Ezra "nasilno" napadel in grdo ozmerjal v uvodu svojega komentarja Pentatevha oz. Tore, ni bil nihče drug kakor Izak Izraeli. Četudi ga je napadel Ibn Ezra, pa so drugi svetopisemski komentatorji, kot so Jakob b. Reuben in Abraham ibn Hasdai, Izraelijeve komentarje cenili.
Izakove medicinske razprave v arabščini ter njihove latinske prevode so učenjaki preučevali še nekaj stoletij po njegovi smrti.
V 11. stoletju je Konstantin Afričan, ki je poučeval na prestižni Salernski šoli zdravstva, prevedel nekatera njegova dela v latinščino. (glej »Dela«)
Skupaj z zatonom neoplatonizma in Galenove medicinske tradicije, po katerih se je zgledoval Izak Izraeli ben Solomon, se je začelo izgubljati tudi zanimanje in vpliv mislečevih knjig.

## Dela
Številna dela v arabščini, od katerih so bila nekatera prevedena v hebrejščino, latinščino in španščino, ki so bila pripisana Izraeliju, in nekatera medicinska dela naj bi sestavil na zahtevo kalifa al-Mahdija. (glej »Življenje«)
Leta 1515 je bila v Lyonu v Franciji objavljena knjiga Opera Omnia Ysaac (Zbrana dela Izaka). Urednik dela je trdil, da so dela, ki jih je Konstantin Afričan leta 1087 iz arabščine prevedel v latinščino, plagiat ter jih je zato objavil pod Izraelijevim imenom. Med objavljenimi deli so se znašla tudi dela drugih zdravnikov, ki so bila pomotoma pripisana Izraeliju. Dela, ki jih je prevedel Konstantin Afričan, so uporabljali kot učbenike na Salernski šoli zdravstva, najzgodnejši ustanovi svoje vrste, kjer je bil Konstantin profesor medicine, in so ostala v uporabi kot učbeniki po vsej Evropi do sedemnajstega stoletja.

### Medicinska dela
Izak Izraeli je prvi zdravnik, ki je v arabščini pisal o traheotomiji — kirurškemu posegu, kjer s pomočjo reza kože na vratu ustvarimo dodatno pot za vstop zraka v dihala. Svetoval je, da se s kljuko oprime kože na vratu, kot je to pred njim storil Pavel iz Ajgine (ang. Paulus of Aegina) in kasneje Perzijec Avicena (Ibn Sīnā) ter Arabec Albucasis (ang. al-Zahrawi).
- Kitab al-Ḥummayat, Knjiga o vročinah, v hebrejščini Sefer ha-Ḳadaḥot, ספר הקדחות, je celovita razprava o vrstah vročine v petih knjigah, ki temelji na naukih zdravnikov, kot sta Hipokrat in Galen.[3]
- Kitab al-Adwiyah al-Mufradah wa'l-Aghdhiyah je delo o zdravilih in prehrani v štirih delih. Prvi del, ki je sestavljen iz dvajsetih poglavij, je v latinščino prevedel Konstantin Afričan pod naslovom Diætæ Universales, v hebrejščino pa anonimni prevajalec pod naslovom Ṭib'e ha-Mezonot. Preostanek dela je prisotnega v latinskem prevodu Diætæ Particulares[3]
- Kitab al-Baul ali v hebrejščini Sefer ha-Shetan je razprava o urinu.[3]
- Kitab al-Istiḳat, v hebrejščini Sefer ha-Yesodot in latinščini kot De Elementis je medicinsko in filozofsko delo o elementih, ki jih avtor obravnava glede na ideje Aristotela, Hipokrata in Galena.[3]
- Manhig ha-Rofe'im ali Musar ha-Rofe'im je razprava, namenjena zdravnikom, v petdesetih odstavkih[3]
- Kitab fi al-Tiryaḳ je delo o protistrupih. Nekateri pisci pripisujejo Izaku Izraeliju še dve drugi deli, ki sta med Konstantinovimi prevodi, in sicer Liber Pantegni in Viaticum.[3]

### Filozofska dela
- Kitab al-Ḥudud wal-Rusum je filozofsko delo, katerega latinski prevod je citiran na začetku Opere Omnia. Mojzes Majmonid je to delo in Kitab al-Istiḳat (glej »Medicinska dela«) ostro kritiziral v pismu Samuelu ibnu Tibbonu, v katerem je izjavil, da so dela brez vrednosti, češ da Izak Izraeli ben Solomon ni nič drugega kot zdravnik.[3]
- Kitab Bustan al-Ḥikimah je delo o metafiziki.
- Kitab al-Ḥikmah je razprava o filozofiji.
- Kitab al-Madkhal fi al-Mantiḳ je delo o logiki.[3]
- Sefer ha-Ruaḥ weha-Nefesh je filozofska razprava o razliki med duhom in dušo, ki jo je objavil Moritz Steinschneider. Slednji je mnenja, da je ta razprava le majhen kos večjega dela.[3]
- Filozofski komentar o Genezi obsegajoč dve knjigi
- Kitab al-Istiḳat, v hebrejščini Sefer ha-Yesodot (glej »Medicinska dela«)

### Pripisana dela
Komentar dela Sefer Jezira (ang. Sefer Yeẓirah) je bil pripisan Izraeliju, vendar pa se vsi ne strinjajo s tem.
David Kaufmann, Sachs in Grätz so določili, da je avtor najverjetneje Izraelijev učenec Dunaš ibn Tamim.